# Walter Stenström
Axel Walter Stenström, född 16 augusti 1881 i Målilla socken, död 26 juli 1926 i Södertälje, var en svensk teaterman och pjäsförfattare. 

## Biografi
Föräldrar var apotekaren Axel Fabian Stenström och Ingeborg Olivia Abrahamsson. Han tog studentexamen 1900 och blev 1904 farmakologie kandidat. 
Han var verksam som teaterman och verkställande direktör för Skådebanan, men skrev även en del sagopjäser.